# Fiat Polski 132P
La Fiat 132 p  est une berline à trois volumes 4 portes avec un moteur placé longitudinalement à l'avant et à propulsion arrière assemblée par le constructeur polonais Fiat Polski à partir de 1972, avec des éléments en CKD en provenance de Fiat Auto Italie.
C'est à la demande des officiels polonais de l'époque que cette voiture a été assemblée en petite série localement, pour satisfaire à la demande de voitures officielles, différentes des très populaires Fiat Polski 125P. 
Comme pour son original italien, cette grosse berline très confortable sera déclinée en 3 séries :

## 1resérie

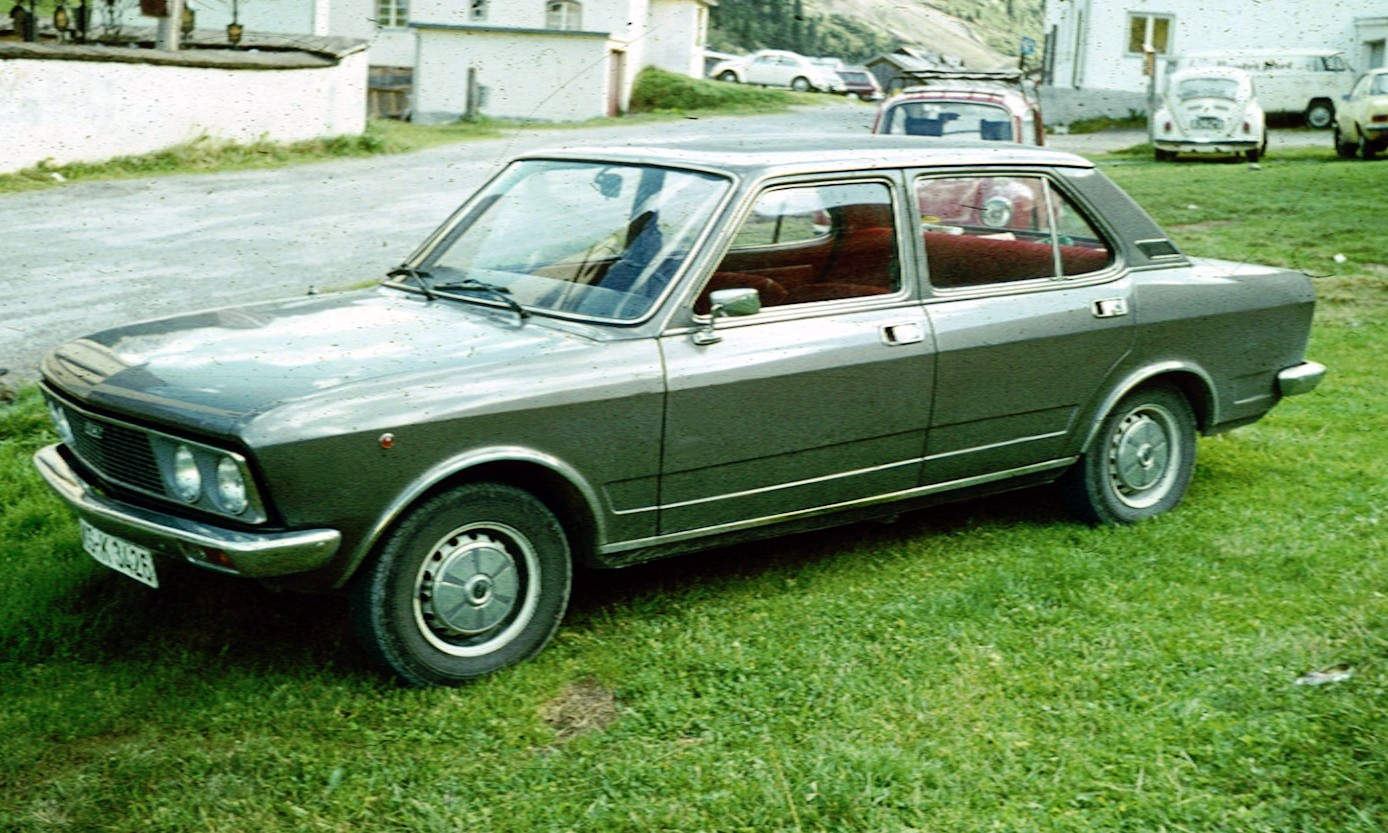
Fiat 132 1re série

La Fiat 132p première version était équipée de deux motorisations : la 1 600 cm3 - 98 ch et la 1800 cm3 - 105 ch. 
La finition intérieure luxueuse était alignée avec celle des voitures de la catégorie mais Fiat la dota d'éléments de sécurité jusqu'alors inconnus sur les productions classiques comme les barres de renfort dans les portières et les habillages intérieurs intumescents.

## 2esérie

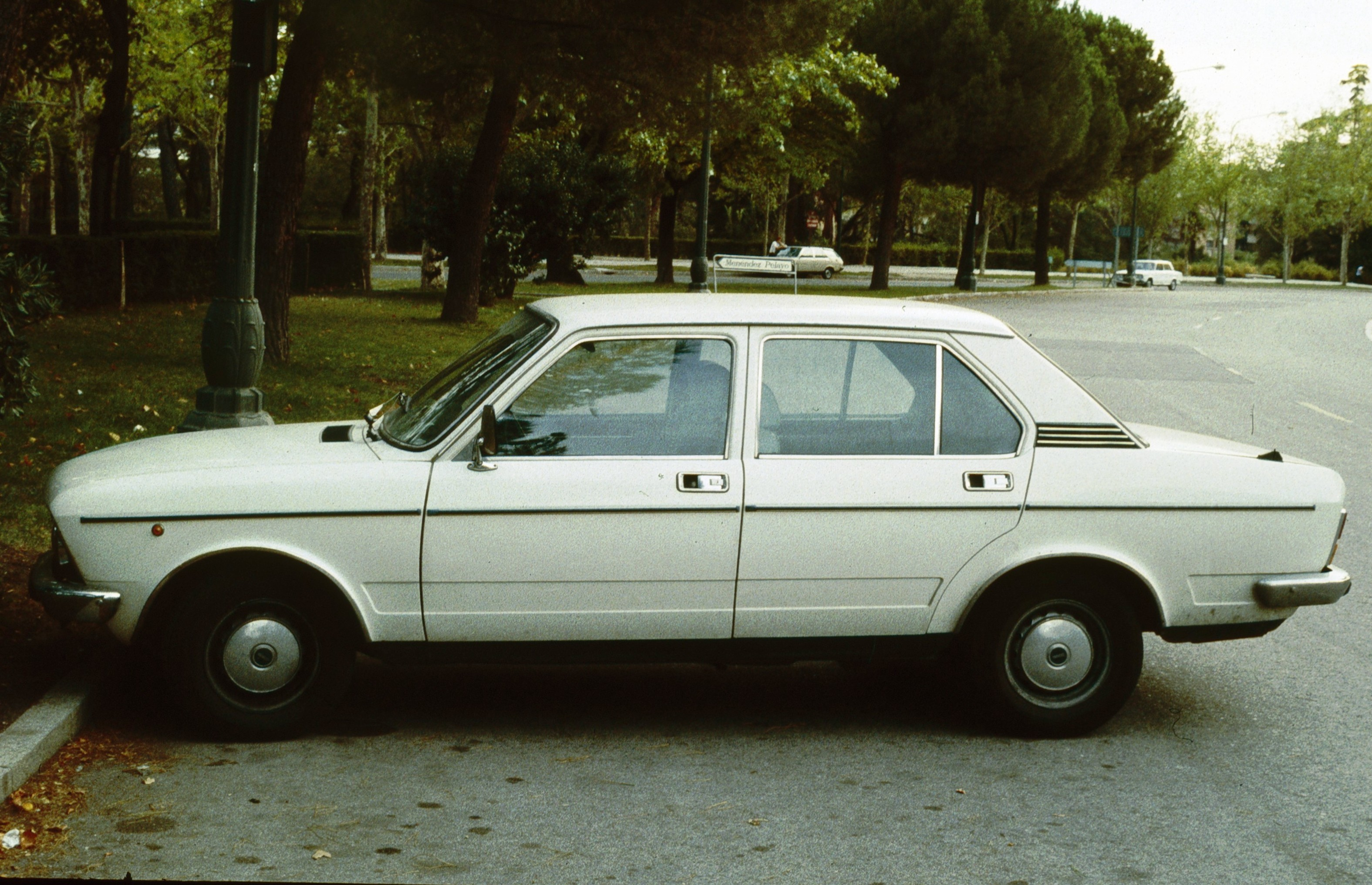
Fiat 132p 2e série

C'est en 1974 que Fiat Polski présenta la version restylisée et d'aspect plus moderne de la Fiat 132p. Les appellations devinrent 132 GL et 132 GLS.
Les motorisations récentes ne subirent que peu de modifications, mais la carrosserie fut retravaillée, notamment avec l'agrandissement des surfaces vitrées. Le traitement de l'habitacle sera également enrichi.

## 3esérie

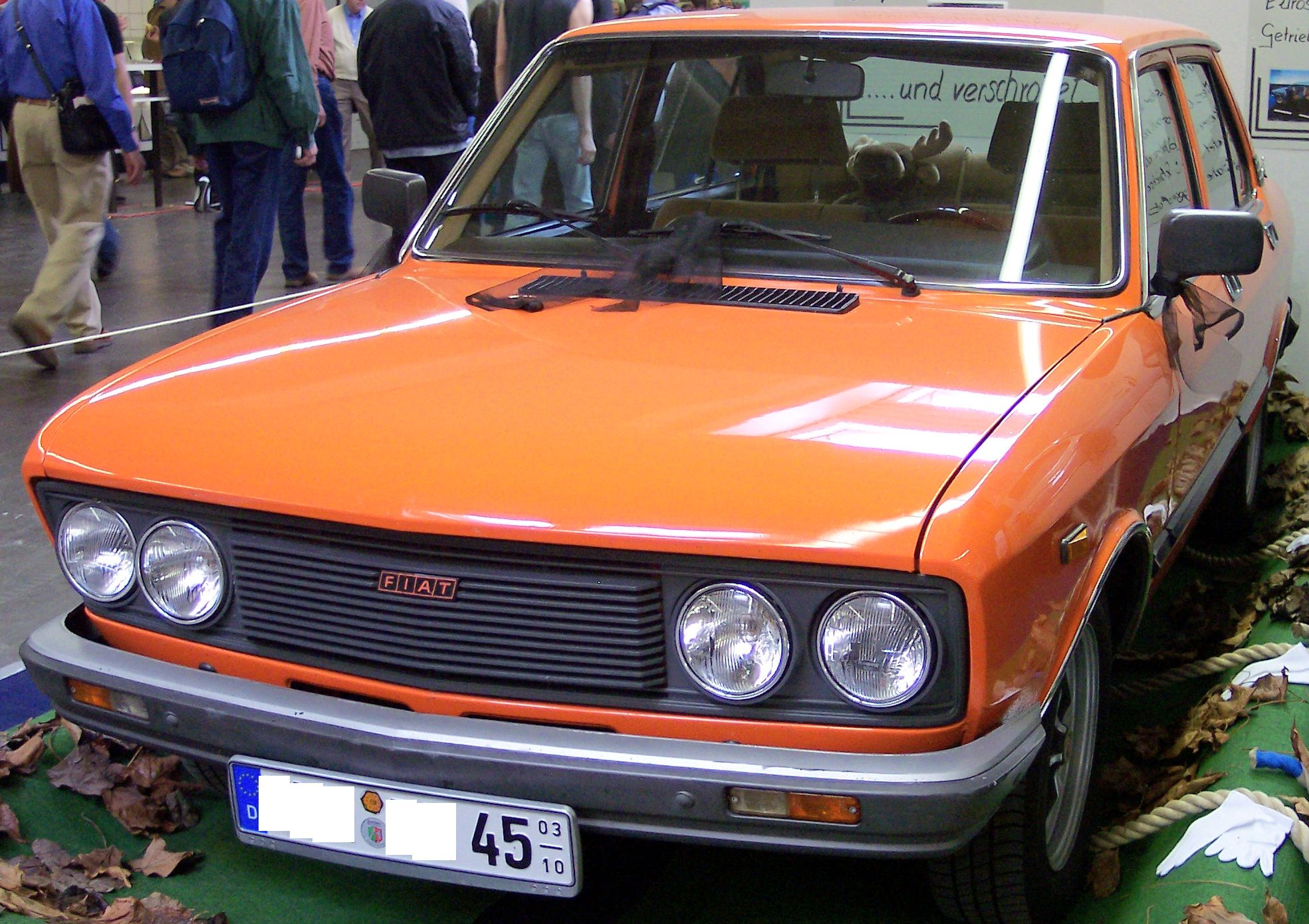
Fiat 132 3e série

La troisième série verra le jour en 1977 avec des modifications plus substantielles côté mécanique et la présentation d'un nouveau moteur essence de 1995 cm3 équipé de l'injection électronique développant 122 Cv. 
La version polonaise ne bénéficiera pas des motorisations diesel, comme en Italie.
Cette voiture sera le modèle le plus haut de gamme jamais produit en Pologne. Sa production s'arrêtera en 1981 alors qu'en Italie la Fiat 132 se transforme en Fiat Argenta et poursuivra sa carrière encore quelques années, jusqu'en 1985, date à laquelle sortira la toute nouvelle Fiat Croma.

## La Fiat 132 dans le monde
La Fiat 132 fut construite à plus de 660 000 exemplaires en Italie mais aussi dans d'autres pays étrangers.
Espagne : Seat 132 - carrosserie identique au modèle Fiat mais avec dès la première série une motorisation diesel d'origine Mercedes qui équipait déjà l'antique Seat 1500. Dès l'apparition des moteurs diesels nouvelle génération Fiat, les motorisations Mercedes seront abandonnées.
C'était la voiture de haut de gamme sur le marché espagnol, aucun autre constructeur n'avait de modèle concurrent. Plus de 200 000 exemplaires ont été fabriqués.
Pologne : Fiat Polski 132 -  carrosserie et motorisations identiques au modèle original Fiat. Cette voiture n'a pas été fabriquée très longtemps en raison de la concurrence de l'ancienne Fiat Polski 125P qui sera construite jusqu'en 1990 et du faible pouvoir d'achat des polonais. Plusieurs dizaines de milliers d'exemplaires dans les trois séries essentiellement destinés aux organismes officiels, ministères et diplomates.
Yougoslavie : quelques dizaines de milliers de Fiat 132 ont été assemblées dans l'usine Zastava de Kragujevac, avec des parties en provenance essentiellement de Pologne.